# This Is the Remix (Destiny's Child)
This Is the Remix è un album di remix del gruppo musicale statunitense Destiny's Child, pubblicato l'8 marzo 2002 dalla Columbia Records.

## Tracce
1. No, No, No Part 2 (Extended Remix feat. Wyclef Jean) – 4:02 (Barry White, Calvin Gaines, Mary Brown, Rob Fusari, Vincent Herbert)
2. Emotion (The Neptunes Remix) – 4:14 (Barry Gibb, Robin Gibb)
3. Bootylicious (Rockwilder Remix feat. Missy Elliott) – 4:12 (Beyoncé Knowles, Rob Fusari, Falonte Moore, Stevie Nicks)
4. Say My Name (Timbaland Remix feat. Static) – 5:01 (Rodney Jerkins, Fred Jerkins III, LaShawn Daniels, Beyoncé Knowles, LeToya Luckett, LaTavia Roberson, Kelly Rowland)
5. Bug a Boo (Refugee Camp Remix feat. Wyclef Jean) – 3:47 (Kevin "She'kspere" Briggs, Kandi Burruss, Beyoncé Knowles, LeToya Luckett, LaTavia Roberson, Kelly Rowland)
6. Dot (The E-Poppi Mix) – 3:58 (Beyoncé Knowles, E. McCalla Jr.)
7. Survivor – 3:24 (Beyoncé Knowles, Anthony Dent, Mathew Knowles)
8. Independent Women Part II (Remix Extended Version) – 3:45 (Beyoncé Knowles, Cory Rooney, Samuel Barnes, Jean-Claude Olivier)
9. Nasty Girl (Azza's Nu Soul Remix) – 4:08 (Beyoncé Knowles, Anthony Dent, Maurizio Bassi, Naimy Hackett)
10. Jumpin' Jumpin' (Remix Extended Version feat. JD, Da Brat & Lil' Bow Wow) – 7:16 (Rufus Moore, Chad Elliott, Beyoncé Knowles)
11. Bills, Bills, Bills (Maurice's Xclusive Livegig Mix) – 3:22 (Kevin "She'kspere" Briggs, Kandi Burruss, Beyoncé Knowles, LeToya Luckett, LaTavia Roberson, Kelly Rowland)
12. So Good (Maurice's Soul Remix) – 4:58 (Kevin "She'kspere" Briggs, Kandi Burruss, Beyoncé Knowles, LaTavia Roberson, Kelly Rowland, LeToya Luckett)
13. Heard A Word (Sax Version feat. Michelle Williams) – 4:56 (Erron Williams, Michelle Williams, Kayla Parker, D. Washington)

Durata totale: 57:03
Tracce bonus
1. Bootylicious (Rockwilder Remix Video feat. Missy Elliott)
2. Independent Women Part I (Joe Smooth 200 Proof 2 Step Mix)
3. Bootylicious (Ed Case Refix)

## Classifiche
| Classifica (2002) | Posizione massima |
| ----------------- | ----------------- |
| Australia         | 43                |
| Austria           | 47                |
| Belgio (Fiandre)  | 24                |
| Canada            | 51                |
| Francia           | 54                |
| Germania          | 43                |
| Irlanda           | 59                |
| Nuova Zelanda     | 8                 |
| Paesi Bassi       | 27                |
| Regno Unito       | 25                |
| Stati Uniti       | 29                |
| Svizzera          | 43                |